# Mobula hypostoma
Mobula hypostoma is een vissensoort uit de familie van de duivelsroggen (Mobulidae). De wetenschappelijke naam van de soort is voor het eerst geldig gepubliceerd in 1831 door Bancroft.